# Karel van Heeckeren van Kell
Pour les articles homonymes, voir Van Heeckeren et Kell.
Le baron Jacob Derk Carel van Heeckeren van Kell, né à Bingerden le 5 avril 1854 et mort à Bingerden le 13 janvier 1931, est un diplomate et homme politique néerlandais. Il est le fils de Willem van Heeckeren van Kell.
- Attaché au ministère des Affaires étrangères (1880-1882)
- Secrétaire de légation à Bruxelles (1882-1888)
- Conseiller de légation à Paris (1888-1890)
- Ministre-résident à Lisbonne (1890-1899)
- Ministre plénipotentiaire et envoyé extraordinaire à Stockholm et auprès de la Cour du Danemark (1899-1912)
- Membre de la Eerste Kamer (1905-1910)

## Distinctions
- Chevalier de l'ordre du Lion néerlandais

## Sources
- (nl) Sa fiche sur parlement.com
- Notices d'autorité :   - VIAF
  - ISNI
  - Pays-Bas
- Notice dans un dictionnaire ou une encyclopédie généraliste :   - Biografisch Portaal van Nederland